# James Stephens

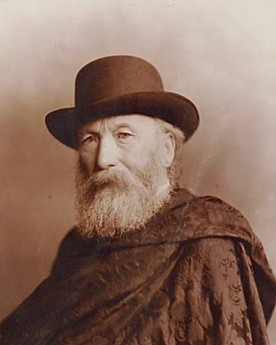
James Stephens.

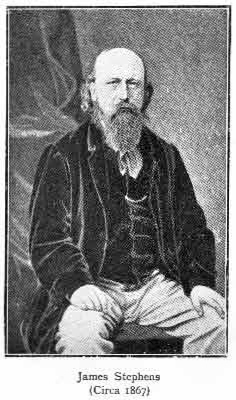
James Stephens.

James Stephens, född omkring 1825 i Kilkenny, död den 29 mars 1901 i Blackrock vid Dublin, var en irländsk revolutionär. 

## Biografi
Stephens deltog som ung järnvägstjänsteman i Smith O'Briens upprorsförsök 1848, undkom då till Paris, men återvände 1856 till Irland och organiserade där "Irländska republikanska brödraskapet", en efter militära grundsatser ordnad revolutionär sammanslutning med Irlands väpnade frigörelse som mål. 
Han vistades 1858-59 i Nordamerika för att skaffa pengar och vapen och hade kontakt med feniska brödraskap där. Han utgav 1862 den anonyma skriften On the future of Ireland, som innehöll grundlinjerna till en republikansk författning för Irland.
Stephens  gjorde 1863-64 ett nytt besök i Amerika och utfäste sig därunder att sätta ett irländskt uppror i gång, om England invecklades i dansk-tyska kriget, i alla händelser senast 1865. Resningens utbrott sattes till 20 september 1865, men 15 september blev de främsta ledarna häktade. 
Stephens misstänktes sedermera för att själv ha yppat planen, men detta är obevisat och måste anses osannolikt. I november 1865 häktades han, men lyckades efter ett par veckor rymma. På ett stort möte av fenier i december 1866 blev han avsatt från sin ledarpost. Han uppehöll sig sedan i Paris som tidningsman och språklärare.
Stephens fick 1885 (enligt en annan uppgift 1891) amnesti och tillbragte sina sista år i stillhet på Irland. Stephens var motståndare såväl till den parlamentariska taktiken som till terroristmetoder och svärmade konsekvent för Irlands frigörelse i öppen strid.